# Gwałt
     Gwałt nie jest istotnym problemem w tym społeczeństwie
     Gwałt jest problemem w tym społeczeństwie
     Gwałt jest znaczącym problemem w tym społeczeństwie
     Gwałt jest poważnym problemem w tym społeczeństwie
     Gwałt jest powszechnym problemem w tym społeczeństwie
     Brak danych

Mapa świata pokazująca złożony wskaźnik dotyczący gwałtów na kobietach w 2018 roku, dane WomanStats Project.
Gwałt nie jest istotnym problemem w tym społeczeństwie
Gwałt jest problemem w tym społeczeństwie
Gwałt jest znaczącym problemem w tym społeczeństwie
Gwałt jest poważnym problemem w tym społeczeństwie
Gwałt jest powszechnym problemem w tym społeczeństwie
Brak danych

Gwałt, zgwałcenie – zmuszenie drugiej osoby do obcowania płciowego, poddania się innej czynności seksualnej lub wykonania takiej czynności przez jedną lub wiele osób, posługujących się siłą fizyczną, przymusem, nadużyciem władzy, podstępem lub wykorzystujących niemożność wyrażenia świadomej zgody przez daną osobę. Rodzaj przemocy seksualnej. Sprawca gwałtu nazywany jest gwałcicielem.

## Etymologia
Słowo gwałt pochodzi od niemieckiego słowa gewalt (ɡəˈvalt) oznaczającego władzę, przemoc, siłę. 

## Definicje
W większości krajów gwałt jest definiowany jako stosunek płciowy bądź inne formy penetracji seksualnej, których sprawca dopuścił się wobec ofiary bez jej zgody. Pojęcie gwałtu nie jest jednolicie definiowane przez organizacje ochrony zdrowia poszczególnych państw, organizacje ochrony porządku publicznego, instytucje ochrony zdrowia i środowiska prawnicze. Definicja gwałtu jest zróżnicowana w zależności od kultury i uwarunkowań historycznych.
Do 2012 roku Federalne Biuro Śledcze (FBI) uważało gwałt za przestępstwo popełniane wyłącznie przez mężczyzn wobec kobiet. W 2012 r. zmieniono definicję z „cielesnego obcowania z kobietą siłą i wbrew jej woli” na „penetrację, nieważne jak niewielką, pochwy lub odbytu jakąkolwiek częścią ciała, lub przedmiotem, bądź penetrację oralną przez organ płciowy innej osoby, bez zgody ofiary”. Poprzednia definicja, która nie zmieniała się od 1927 roku, była uważana za przestarzałą i zbyt wąską. Zaktualizowana definicja obejmuje uznanie ofiary i sprawcy dowolnej płci, oraz że gwałt z użyciem przedmiotu może być równie traumatyczny jak gwałt z użyciem penisa. FBI dalej opisuje przypadki, kiedy ofiara nie jest w stanie wyrazić zgody z powodu psychicznej lub fizycznej niedyspozycji. Uznaje, że ofiara może być niezdolna do wyrażenia zgody ze względu na wpływ narkotyków lub alkoholu.
Niektóre kraje odróżniają gwałt od napaści na tle seksualnym, definiując gwałt jako obejmujący penetrację pochwy przez prącie lub wyłącznie penetrację z udziałem prącia, podczas gdy inne rodzaje aktywności seksualnej bez zgody obu stron nazywane są napaścią na tle seksualnym. Przykładowo, Szkocja kładzie nacisk na penetrację z użyciem penisa, wprowadzając wymóg, że napaść seksualna musi być dokonana z użyciem penisa, aby można ją było zakwalifikować jako gwałt.

## Psychologiczne, fizyczne, społeczne i ekonomiczne koszty przestępstwa gwałtu
W ciągu miesiąca po gwałcie u 94% ofiar diagnozuje się objawy zespołu stresu pourazowego, takie jak przerażenie, trudności z koncentracją, bezsenność. Wśród konsekwencji, jakie gwałt ma dla ofiary, są również depresja, bóle brzucha, dolegliwości narządów płciowych i bóle głowy, które utrzymują się nawet latami po gwałcie. Obok bezpośrednich obrażeń fizycznych gwałt bywa przyczyną zachorowania na choroby przenoszone drogą płciową i zajścia w niechcianą ciążę.
Ekonomiczne koszty gwałtu są od lat szacowane w Stanach Zjednoczonych. W roku 1996 koszt pojedynczego gwałtu oszacowano na 87 000 dolarów, przy czym koszty bezpośrednie (korzystanie z pomocy lekarskiej, wizyty u psychologa) stanowiły 5100 dolarów, a resztę stanowiły koszty pośrednie (absencja lub utrata pracy, pogorszona jakość życia itp.). Według klasyfikacji amerykańskiego Narodowego Instytutu Sprawiedliwości gwałt jest najbardziej kosztownym przestępstwem w USA (127 miliardów dolarów) – na drugim miejscu są napaści (93 miliardy), a na trzecim morderstwa (71 miliardów).

## Gwałt w Unii Europejskiej

### Prawo unijne
25 października 2012 roku Parlament Europejski i Rada Europejska przyjęły dyrektywę ustanawiającą normy minimalne w zakresie praw, wsparcia i ochrony ofiar przestępstw (Dyrektywa 2012/29/UE). Dyrektywa definiuje gwałt jako przemoc na tle płciowym, która jest przejawem dyskryminacji ze względu na płeć, gdyż ofiarami gwałtu są w przeważającej mierze kobiety. Dyrektywa zobowiązuje państwa członkowskie m.in. do szkolenia pracowników policji, prokuratury i sądu tak, by ofiary były traktowane z szacunkiem, oraz do tego, by w każdym państwie istniał system wsparcia dla ofiar. Państwa członkowskie Unii Europejskiej mają obowiązek włączenia dyrektywy w swój system prawny do 16 listopada 2015 r.
Prawa ofiar gwałtu zagwarantuje także Konwencja o zapobieganiu i zwalczaniu przemocy wobec kobiet i przemocy domowej otwarta do podpisu przez Radę Europy 11 maja 2011 r. Polska podpisała dokument 18 grudnia 2012 r.

### Ochrona ofiar gwałtu w państwach członkowskich UE
Według raportu European Women's Lobby (EWL), EWL Barometer on rape in the EU 2013, normy prawne Bułgarii, Litwy, Malty, Serbii, Ukrainy i Węgier znacznie odbiegają od norm wymaganych przez antyprzemocową Konwencję Rady Europy. Np. na Litwie gwałt męża na żonie nie jest przestępstwem, w kodeksie węgierskim gwałt jest definiowany w odniesieniu do moralności życia seksualnego ofiary przestępstwa, a na Malcie gwałt jest określony jako przestępstwo przeciwko honorowi rodzin (a nie przeciwko autonomii ofiary). Z kolei w Bułgarii gwałciciel może uniknąć kary, jeśli poślubi ofiarę przed wydaniem przez sąd wyroku skazującego.
EWL wskazuje, że systemy prawne dwóch państw, Holandii i Wielkiej Brytanii, oferują lepszą ochronę niż ta wymagana zapisami Konwencji antyprzemocowej Rady Europy. Legislacja Irlandii, Włoch i Turcji jest określona jako spełniająca wymogi Konwencji. Reszta państw członkowskich, łącznie z Polską, ma systemy prawne które tylko częściowo odpowiadają minimalnym normom ochrony ofiar gwałtu zawartym w Konwencji.

## Gwałt w polskim prawie karnym

### Gwałt jako przestępstwo
O przestępstwie zgwałcenia w typie podstawowym mowa jest w art. 197 § 1 Kodeksu karnego, który penalizuje doprowadzenie przemocą, groźbą bezprawną lub podstępem, lub w inny sposób mimo braku zgody drugiej osoby do obcowania płciowego. Art. 197 § 1a K.k. dotyczy doprowadzenia do niego z uwagi na niepoczytalność pokrzywdzonego. Art. 197 § 2 K.k. określa trzecią postać zgwałcenia, polegającą na doprowadzeniu przemocą, groźbą bezprawną lub podstępem do poddania się lub wykonania innej czynności seksualnej. Typy kwalifikowane zgwałcenia tworzą art. 197 § 3 (zgwałcenie zbiorowe, zgwałcenie kazirodcze, zgwałcenie przy użyciu niebezpiecznego przedmiotu, zgwałcenie wobec kobiety ciężarnej, zgwałcenie z utrwaleniem obrazu lub dźwięku z jego przebiegu), art. 197 § 4 k.k. (zgwałcenie małoletniego poniżej 15 roku życia, zgwałcenie ze szczególnym okrucieństwem, zgwałcenie ze skutkiem ciężkiego uszczerbku na zdrowiu) i art. 197 § 5 k.k. (zgwałcenie ze skutkiem śmiertelnym).
Potocznie często określa się zgwałcenie mianem „gwałtu”. Jednak w prawie karnym nie jest to uzasadnione, ponieważ termin „gwałt” ma inne znaczenie, oznacza gwałtownie i bezwzględnie stosowaną przemoc fizyczną. W takim znaczeniu „gwałt” występuje np. w przestępstwie porwania statku (art. 166 k.k.).

### Pojęcie gwałtu zbiorowego
Z gwałtem zbiorowym w rozumieniu 197 § 3 k.k. mamy do czynienia wtedy, kiedy sprawców jest co najmniej dwóch, przy czym wystarczy, że obcowania płciowego lub innej czynności seksualnej dopuszcza się tylko jeden z nich, czyli np. w sytuacji, gdy z czterech sprawców stosunek z ofiarą odbył jeden z nich, a pozostałych 3 ją tylko trzymało, za zgwałcenie zbiorowe odpowiedzą wszyscy czterej. Jest tak dlatego, że w polskim prawie karnym zgwałcenie polega nie na podjęciu obcowania płciowego lub innej czynności seksualnej, lecz na doprowadzeniu do nich. Sprawca, który przytrzymuje pokrzywdzonego, także doprowadza go do określonej w przepisie czynności, nawet jeżeli sam jej nie podejmuje.

## Rodzaje gwałtu

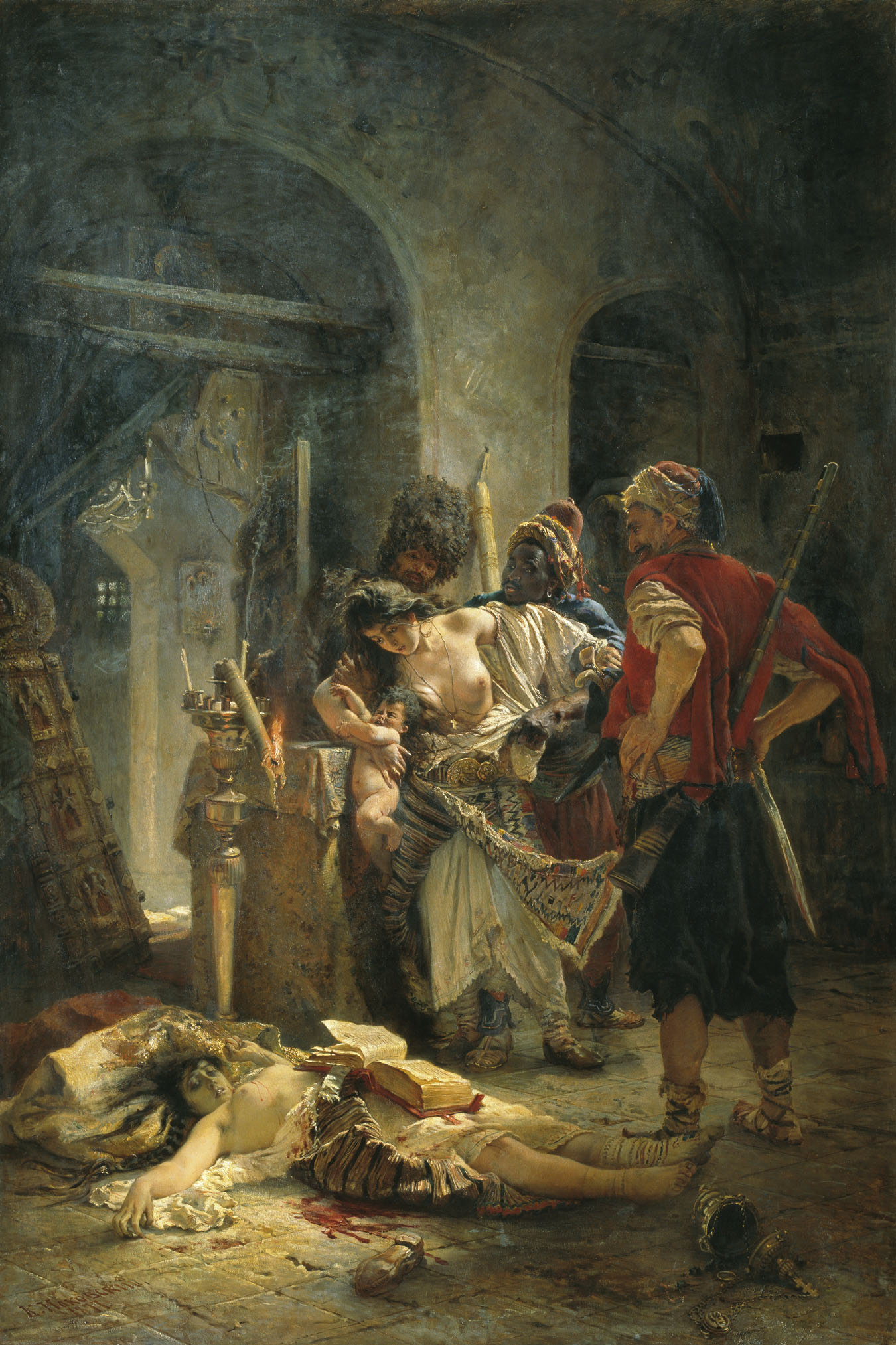
Konstantin Makowski Męczeństwo Bułgarii 1877